# 46号美国国道
46号美国国道（英語：U.S. Route 46）是一条东西方向的美国国道。该公路连接了新泽西州博根县和沃伦县，全长75.34英里。